# Sant'Eusebio
Sant'Eusebio all'Esquilino ou  Igreja de Santo Eusébio no Esquilino, conhecida apenas como Sant'Eusebio, é uma igreja titular em Roma dedicada a Santo Eusébio de Roma, um mártir do século IV, localizada no rione Esquilino. Mencionada pela primeira vez em 474 numa inscrição nas Catacumba de Marcelino e Pedro ad duas Lauros, esta igreja foi reportada como Titulus Eusebii nos atos do sínodo de 499. Foi consagrada "in honorem beatorum Eusebii et Vincentii" pelo papa Gregório IX depois da reforma de 1298. Elementos românicos, que remontam a esta época, sobreviveram às reformas dos séculos XVII, XVIII e XX. 
O cardeal-presbítero protetor do Titulus S. Eusebii é Daniel DiNardo, arcebispo de Galveston-Houston, no Texas, Estados Unidos.

## Interior
O interior é dividido em uma nave ladeada por dois corredores. A aparência atual é obra de Onorio Longhi (1600), que restaurou o presbitério, o altar-mor e o coro. O afresco no teto é uma obra-prima do estilo neoclássico por Anton Raphael Mengs e retrata a "Glória de Eusébio" (1757). Outras pinturas na igreja são atribuídas a Giuseppe Passeri (janela central da nave), Andreas Ruthart (coro), Baldassarre Croce ("Jesus, Maria e os Santos", perto do altar-mor), Cesare Rossetti (crucifixo no altar-mor de frente para o coro), Pompeo Bastoni (Madona perto do altar-mor) e Francesco Solimena.
O altar-mor abriga as relíquias de Santo Eusébio de Roma que teria encomendado e financiado a construção desta igreja no século IV no local onde estava sua casa.

## Galeria

Imagens da igreja
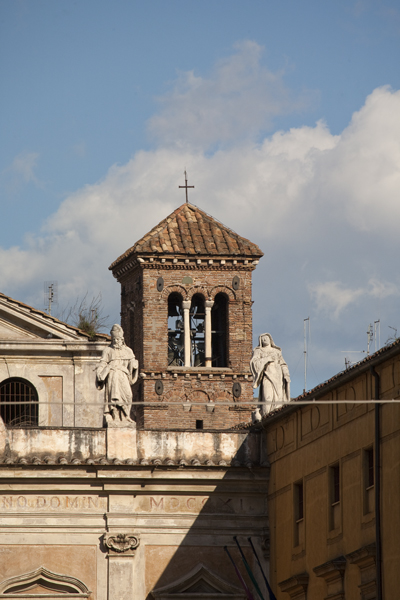
Campanário
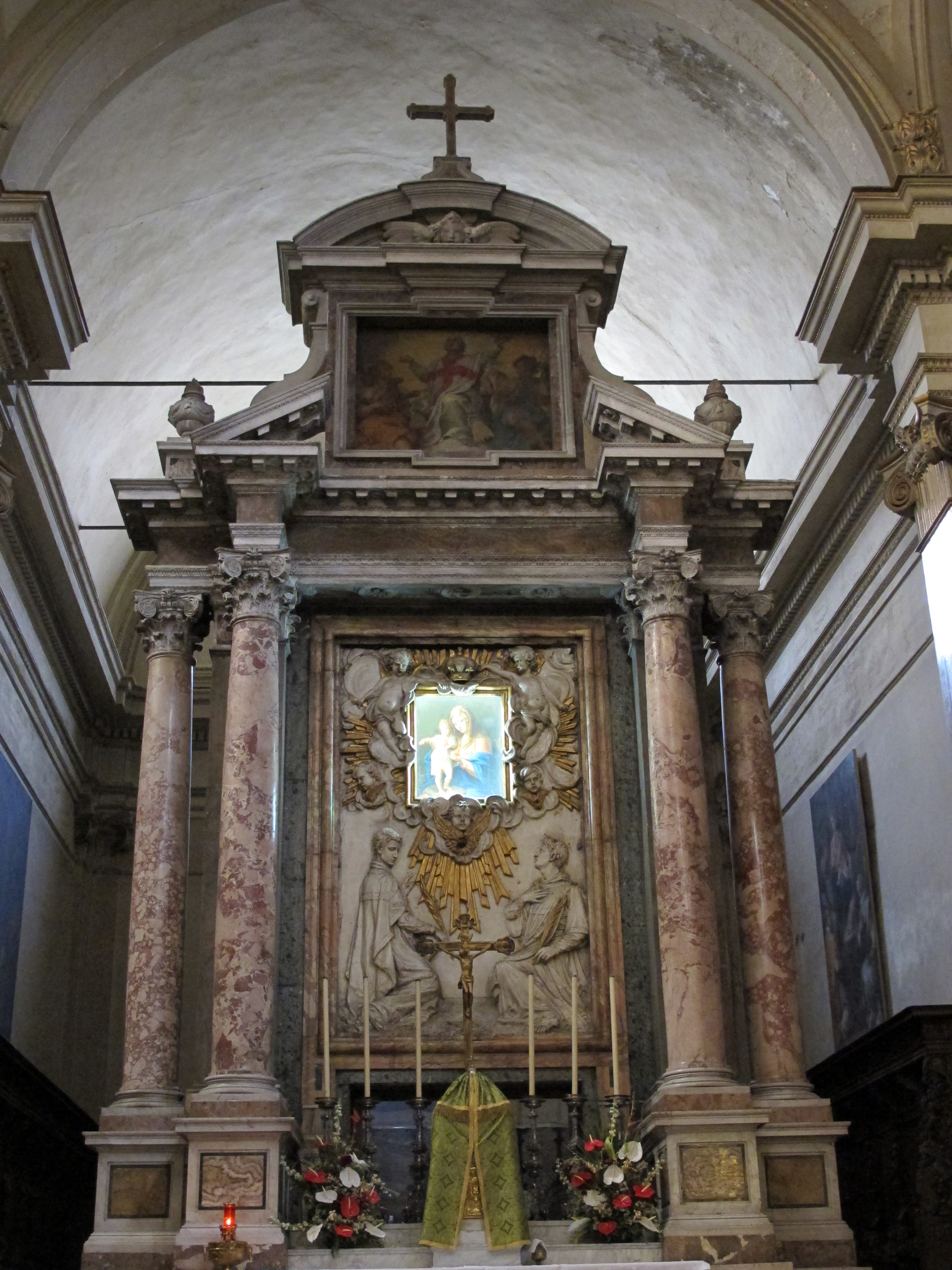
Altar-mor
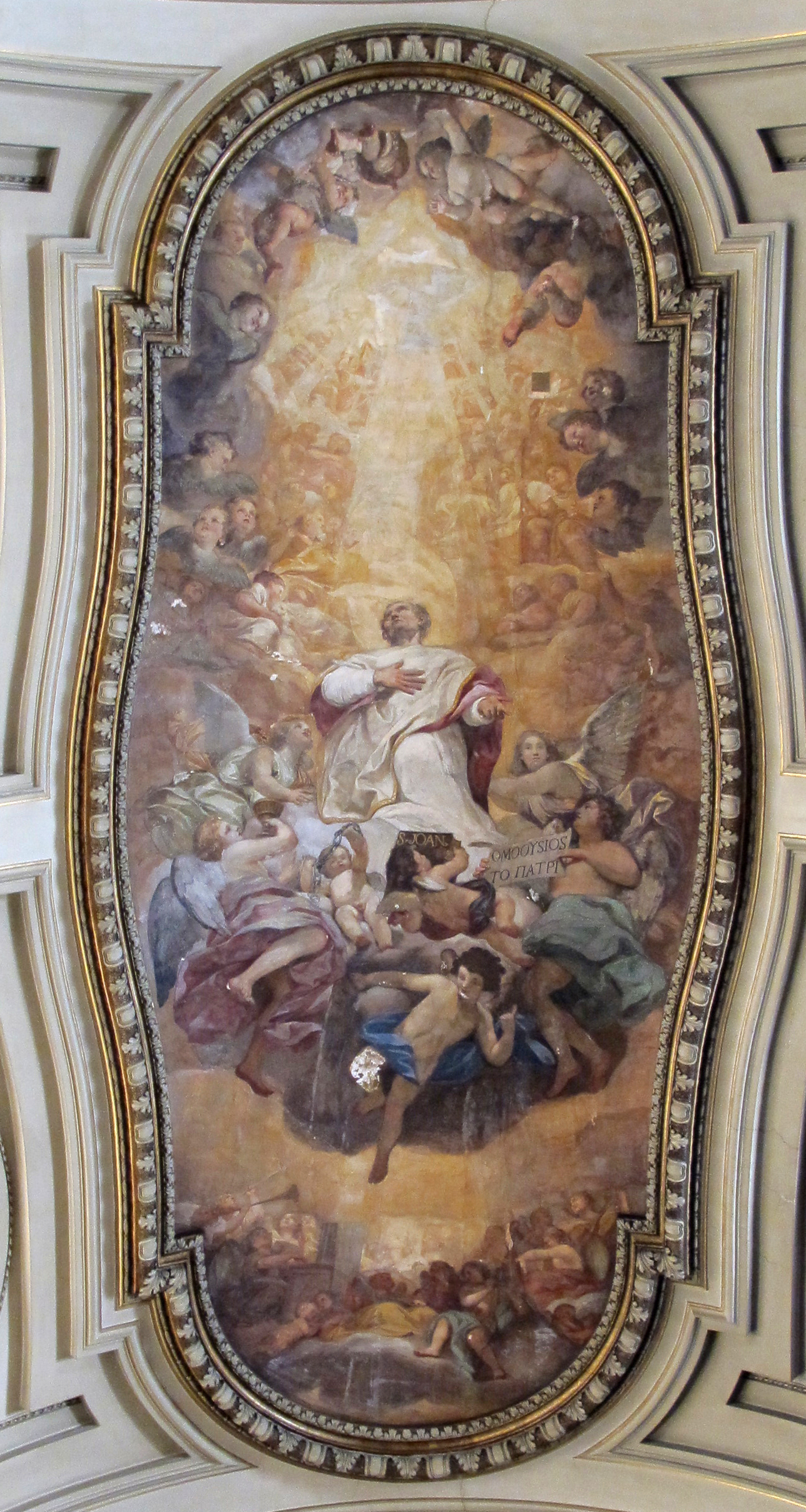
"Apoteose de Santo Eusébio"
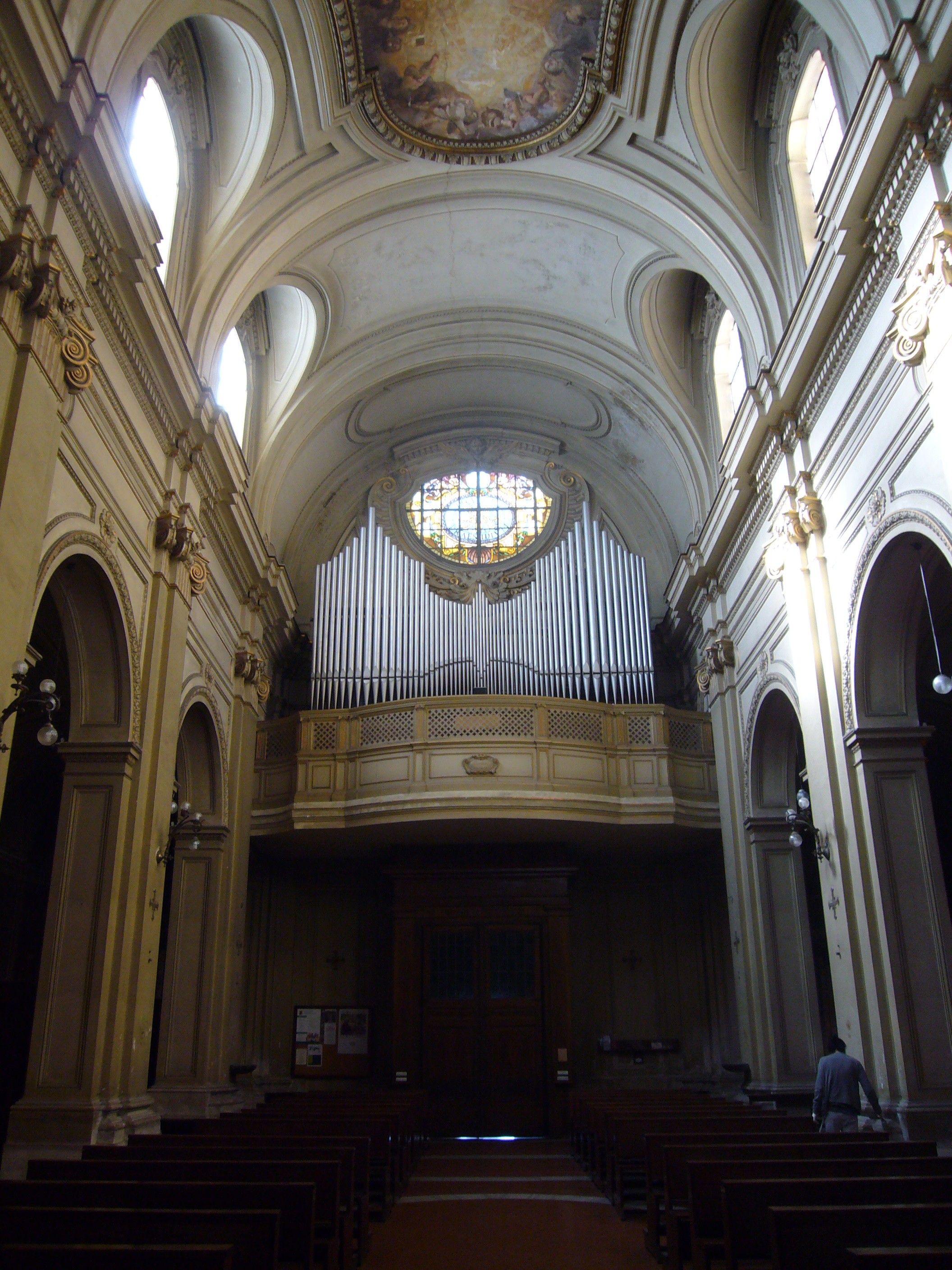
Orgão e nave